# Akiōta
Akiōta (jap. 安芸太田町 Akiōta-chō) – miasto w Japonii, na wyspie Honsiu, w prefekturze Hiroszima. Według danych na rok 2020 miejscowość zamieszkiwało 5 740 mieszkańców , a gęstość zaludnienia wyniosła 16,8 os./km².